# صفا مرو نالچاچی
صفا مرو نالچاچی (انگلیسی: Safa Merve Nalçacı؛ زادهٔ ۲۸ ژوئیهٔ ۱۹۹۳) بازیکن فوتبال اهل ترکیه است.
وی همچنین در تیم ملی فوتبال زنان ترکیه بازی کرده‌است.